# Mesorregión del Sertón Paraibano
La mesorregión del Sertón Paraibano es una de las cuatro mesorregiones del estado brasileño de Paraíba. Es formada por la unión de 83 municipios agrupados en siete microrregiones.

## Principales centros urbanos
- Patos
- Sousa
- Cajazeiras

## Centros urbanos medio grandes
- Catolé do Rocha
- Pombal
- Princesa Isabel
- São Bento
- Itaporanga
- Teixeira
- Piancó
- Brejo do Cruz
- São João do Rio do Peixe
- Conceição

## Microrregiones
- Cajazeiras
- Catolé do Roca
- Itaporanga
- Patos
- Piancó
- Sierra del Teixeira
- Sousa